# ニック・ビンセント
ニコラス・ジェームズ・ビンセント（Nicholas James Vincent, 1986年7月12日 - ）は、アメリカ合衆国カリフォルニア州サンディエゴ郡パウェイ出身のプロ野球選手（投手）。右投右打。現在は、フリーエージェント（FA）。愛称はフッバ・フッバ（Hubba Hubba）。

## 経歴

### プロ入りとパドレス時代
2008年のMLBドラフト18巡目（全体555位）でサンディエゴ・パドレスから指名され、6月14日に契約。契約後、傘下のA-級ユージーン・エメラルズでプロデビュー。8月24日にAAA級ポートランド・ビーバーズへ昇格したが、同日登板後にA-級ユージーンへ降格した。A-級ユージーンでは16試合（先発8試合）に登板して3勝3敗2セーブ、防御率5.40、38奪三振を記録した。
2009年はA+級レイクエルシノア・ストームでプレーし、59試合に登板して4勝2敗2セーブ、防御率3.08、74奪三振を記録した。
2010年はA+級レイクエルシノアでプレーし、48試合（先発1試合）に登板して4勝0敗、防御率1.87、76奪三振を記録した。
2011年はAA級サンアントニオ・ミッションズで66試合に登板して8勝2敗3セーブ、防御率2.27、89奪三振を記録した。オフの11月18日にパドレスとメジャー契約を結び、40人枠入りを果たした。
2012年3月8日にパドレスと1年契約に合意。3月16日にAAA級ツーソン・パドレスへ配属され、そのまま開幕を迎えた。5月18日にメジャーへ初昇格したが、登板のないまま20日にAAA級ツーソンへ降格。6月26日に再昇格し、同日のヒューストン・アストロズ戦でメジャーデビュー。4点ビハインドの6回裏から登板し、2回を無安打無失点1四球2奪三振に抑えた。7月5日にAAA級ツーソンへ降格したが、16日に再昇格した。好投を続けていたが、7月22日に再びAAA級ツーソンへ降格した。8月18日に再昇格。この年メジャーでは27試合に登板して2勝0敗・防御率1.71、28奪三振を記録した。
2013年3月9日にパドレスと1年契約に合意した。3月24日にAAA級ツーソンへ異動し、前年と同じくAAA級で開幕を迎えた。5月30日にメジャーへ昇格。6月1日にAAA級ツーソンへ降格したが、11日に再昇格した。この年は45試合に登板して6勝3敗1セーブ、防御率2.14、49奪三振を記録した。
2014年3月3日にパドレスと1年契約に合意した。自身初の開幕ロースター入りを果たし、63試合に登板して1勝2敗・防御率3.60、奪三振を記録した。
2015年は前半戦不振でメジャーとAAA級エル・パソ・チワワズを3往復した事もあり、登板試合数は26試合と大幅に減った。それでも、9月に再昇格してからは安定したピッチングを見せるようになり、シーズン防御率は2.35だった。

### マリナーズ時代
2016年3月30日に後日発表選手または金銭とのトレードで、シアトル・マリナーズへ移籍した。マリナーズではブルペンの主力の1人として定着し、2シーズンぶりとなる60試合にリリーフ登板して通算200試合に到達した。4勝4敗3セーブ、防御率3.73、WHIP1.13という成績を残し、防御率は前年から大幅に悪化したものの、奪三振率を9.0台に戻した。
2017年は2年連続60試合かつ自己最多となる69試合に投げ、3勝3敗、防御率3.20、WHIP1.16という成績であった。
2018年は62試合に登板して4勝4敗、防御率3.99、56奪三振を記録した。オフの11月2日にFAとなった。

### ジャイアンツ時代
2019年2月21日にサンフランシスコ・ジャイアンツとマイナー契約を結び、スプリングトレーニングに招待選手として参加することになった。3月28日にメジャー契約を結んで40人枠入りした。7月29日にDFAとなり、8月2日にFAとなった。

### フィリーズ時代
2019年8月9日にフィラデルフィア・フィリーズとマイナー契約を結んだ。9月1日にメジャー契約を結んでアクティブ・ロースター入りした。オフにFAとなった。

### マーリンズ時代
2020年2月7日にジャイアンツとマイナー契約を結んでスプリングトレーニングに招待選手として参加することになったと報じられ、9日に正式公示された。6月25日にタイソン・ロスと共に自由契約となった。
その後、6月29日にマイアミ・マーリンズとマイナー契約を結んだ。8月4日にメジャー契約を結んでアクティブ・ロースター入りした。オフの10月28日にFAとなった。

### レンジャーズ傘下時代
2021年2月3日、テキサス・レンジャーズとマイナー契約を結び、スプリングトレーニングに招待選手として参加することになった。シーズンでは5月のマイナーリーグ開幕から傘下のAAA級ラウンドロック・エクスプレスでプレーし、15試合に登板して防御率4.11、22奪三振を記録した。6月22日に自由契約となった。

### ツインズ時代
2021年6月23日にミネソタ・ツインズとマイナー契約を結び、傘下のAAA級セントポール・セインツへ配属された。8月10日にメジャー契約を結んでアクティブ・ロースター入りした。2試合に登板後の8月18日にDFAとなり、20日にマイナー契約でAAA級セントポールへ配属された。9月17日に再びメジャー契約を結んでアクティブ・ロースター入りした。レギュラーシーズン終了後の10月8日にマイナー契約でAAA級セントポールへ配属され、11月7日にFAとなった。

## 詳細情報

### 年度別投手成績
| 年 度     | 球 団     | 登 板 | 先 発 | 完 投 | 完 封 | 無 四 球 | 勝 利 | 敗 戦 | セ 丨 ブ | ホ 丨 ル ド | 勝 率 | 打 者 | 投 球 回 | 被 安 打 | 被 本 塁 打 | 与 四 球 | 敬 遠 | 与 死 球 | 奪 三 振 | 暴 投 | ボ 丨 ク | 失 点 | 自 責 点 | 防 御 率 | W H I P |
| --------- | --------- | ----- | ----- | ----- | ----- | -------- | ----- | ----- | -------- | ----------- | ----- | ----- | -------- | -------- | ----------- | -------- | ----- | -------- | -------- | ----- | -------- | ----- | -------- | -------- | ------- |
| 2012      | SD        | 27    | 0     | 0     | 0     | 0        | 2     | 0     | 0        | 5           | 1.000 | 105   | 26.1     | 19       | 2           | 7        | 0     | 1        | 28       | 1     | 0        | 5     | 5        | 1.71     | 0.99    |
| 2013      | SD        | 45    | 0     | 0     | 0     | 0        | 6     | 3     | 1        | 10          | .667  | 180   | 46.1     | 33       | 1           | 11       | 3     | 2        | 49       | 0     | 0        | 11    | 11       | 2.14     | 0.95    |
| 2014      | SD        | 63    | 0     | 0     | 0     | 0        | 1     | 2     | 0        | 20          | .333  | 215   | 55.0     | 44       | 5           | 11       | 1     | 2        | 62       | 1     | 0        | 22    | 22       | 3.60     | 1.00    |
| 2015      | SD        | 26    | 0     | 0     | 0     | 0        | 0     | 1     | 0        | 0           | .000  | 100   | 23.0     | 25       | 0           | 10       | 1     | 0        | 22       | 0     | 0        | 8     | 6        | 2.35     | 1.52    |
| 2016      | SEA       | 60    | 0     | 0     | 0     | 0        | 4     | 4     | 3        | 17          | .500  | 247   | 60.1     | 53       | 11          | 15       | 5     | 1        | 65       | 0     | 0        | 26    | 25       | 3.73     | 1.13    |
| 2017      | SEA       | 69    | 0     | 0     | 0     | 0        | 3     | 3     | 0        | 29          | .500  | 262   | 64.2     | 62       | 3           | 13       | 5     | 0        | 50       | 0     | 0        | 23    | 23       | 3.20     | 1.16    |
| 2018      | SEA       | 62    | 1     | 0     | 0     | 0        | 4     | 4     | 0        | 15          | .500  | 239   | 56.1     | 50       | 7           | 15       | 4     | 3        | 56       | 0     | 1        | 28    | 25       | 3.99     | 1.15    |
| 2019      | SF        | 18    | 1     | 0     | 0     | 0        | 0     | 2     | 0        | 0           | .000  | 138   | 30.2     | 36       | 7           | 8        | 2     | 3        | 30       | 0     | 1        | 20    | 19       | 5.58     | 1.44    |
| 2019      | PHI       | 14    | 0     | 0     | 0     | 0        | 1     | 2     | 0        | 1           | .333  | 56    | 14.0     | 11       | 1           | 4        | 1     | 1        | 17       | 0     | 0        | 3     | 3        | 1.93     | 1.07    |
| '19計     | PHI       | 32    | 1     | 0     | 0     | 0        | 1     | 4     | 0        | 1           | .200  | 194   | 44.2     | 47       | 8           | 12       | 3     | 4        | 47       | 0     | 1        | 23    | 22       | 4.43     | 1.32    |
| 2020      | MIA       | 21    | 0     | 0     | 0     | 0        | 1     | 2     | 3        | 0           | .333  | 92    | 22.1     | 23       | 5           | 6        | 0     | 1        | 17       | 0     | 0        | 11    | 11       | 4.43     | 1.30    |
| 2021      | MIN       | 7     | 0     | 0     | 0     | 0        | 1     | 0     | 0        | 0           | 1.000 | 47    | 12.2     | 6        | 1           | 5        | 0     | 1        | 9        | 0     | 1        | 1     | 1        | 0.71     | 0.87    |
| MLB：10年 | MLB：10年 | 412   | 2     | 0     | 0     | 0        | 23    | 23    | 7        | 97          | .500  | 1681  | 411.2    | 362      | 43          | 105      | 22    | 15       | 405      | 2     | 3        | 158   | 151      | 3.30     | 1.13    |

- 2021年度シーズン終了時

### 背番号
- 50（2012年 - 2018年）
- 61（2019年 - 同年7月28日）
- 29（2019年9月2日 - 同年終了）
- 44（2020年）
- 58（2021年）